# Yanartaş

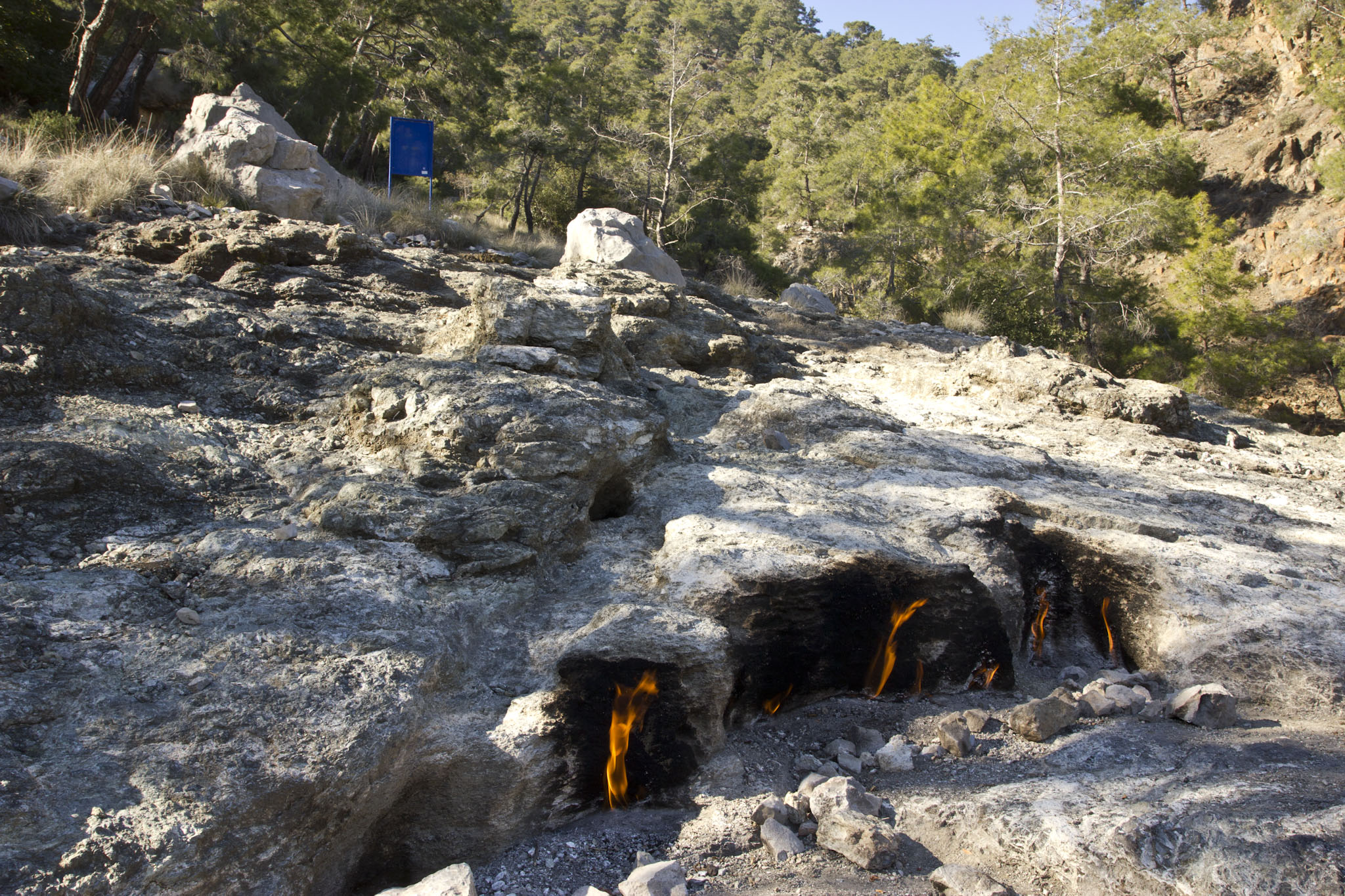
Yanartaş e os incêndios constantes

Yanartaş (em turco: janaɾˈtaʃ, turco para "pedra flamejante") é uma formação geográfica próxima ao vale do Olimpo e do parque nacional na província de Antália, no sudoeste da Turquia. É o local onde ocorre dezenas de pequenos incêndios ativos em aberturas das rochas na encosta da montanha. Logo abaixo das fogueiras estão as ruínas do templo de Hefesto, o deus grego que era associado ao fogo e a metalurgia. Para ver os incêndios e as ruínas, os visitantes devem primeiro ir até a entrada no sopé da montanha.

## Incêndios
Os incêndios estão agrupados em uma área de 5.000 m2 e são alimentados por emissões de gases inflamáveis há pelo menos 2.500 anos. Essas emissões parecem mudar sazonalmente: as chamas são mais vigorosas nos meses de inverno. Esta é uma característica comum de tais infiltrações, onde o fluxo de gás é tipicamente modulado pelo aumento da pressão do gás induzido pela recarga de águas subterrâneas e mudanças na pressão atmosférica.

## Composição do gás
As fontes emitem principalmente metano (87%). O restante é feito de hidrogênio (7,5–11%), nitrogênio (2–4,9%), alcanos leves (0,57%), dióxido de carbono (0,01–0,07%) e hélio (80 ppmv).

## Fonte de gás
O metano abiótico normalmente se forma em temperaturas muito mais altas do que aquelas que ocorrem nas rochas de Yanartaş. No entanto, o ruténio está presente nas rochas ígneas sob as chamas e acredita-se que atua como um catalisador, permitindo a formação de metano a temperaturas mais baixas (abaixo dos 100 °C).